# 東京都立大島高等学校
東京都立大島高等学校（とうきょうとりつ おおしまこうとうがっこう, Tokyo Metropolitan Oshima High School）は、東京都大島町元町字八重の水にある都立高等学校。

## 概要
歴史
1944年（昭和19年）に開校した「大島農林学校」を前身とする。1948年（昭和23年）の学制改革により新制高等学校となった。現校名となったのは1951年（昭和26年）。2014年（平成26年）に創立70周年を迎える。
設置課程・学科
全日制課程
- 普通科
- 併合科
  - 農林科
  - 家政科

定時制課程
- 普通科

校訓
「誠実、敬愛、勇気、自尊、自主」
校章
海の波を図案化したものを背景にして、中央に「高」の文字を置いている。
校歌
創立10周年を記念して1953年（昭和28年）11月に制定。作詞は五味智英（東京大学助教授）、作曲は下総皖一（東京芸術大学教授）による。 歌詞は3番まであり、各番に校名の「大島」が登場する。

## 沿革
旧制・農林学校
- 1943年（昭和18年）9月21日 - 東京都長官大達茂雄によって大島六ヶ村学校組合設置の件が認可される。
- 1944年（昭和19年）
  - 2月9日 - 文部大臣によって学校の設置が認可される。
  - 4月10日 - 「東京都大島六ヶ村学校組合立東京都大島農林学校」が開校。元村青年団館を仮校舎とする。110名（男子59名・女子51名）を収容。
  - 5月13日 - 初代校長に大隈武嘉が就任。
  - 9月1日 - 仮校舎が日本軍に接収されたため、日産大島厚生会構内に移転。
- 1945年（昭和20年）
  - 6月1日 - 「東京都大島農林学校」に改称。
  - 6月27日 - 東京都に移管され、「東京都立大島農林学校」に改称（都の後に「立」が加えられる）。これに伴い学校組合は解散。
  - 11月20日 - 水産科を設置。修業年限を5ヶ年とする。
- 1946年（昭和21年）4月1日 - 新校舎が完成。
- 1947年（昭和22年）
  - 4月1日 - 学制改革（六・三制の実施）が行われる。 
    - 農林学校の生徒募集を停止。
    - 新制中学校を併設し（名称:東京都立大島農林学校併設中学校、以下・併設中学校）、農林学校1・2年修了者を新制中学2・3年生として収容。
    - 併設中学校は経過措置としてあくまで暫定的に設置されたため、新たに募集は行われず、在校生が2・3年生のみの中学校であった。
    - 農林学校3・4年修了者はそのまま在籍し4・5年生となった。

  - 5月3日 - 東京都大島三ヶ村組合立東京都大島第一中学校を併設。

新制高等学校
- 1948年（昭和23年）
  - 4月1日 - 学制改革（六・三・三制の実施）により農林学校が廃止され、新制高等学校「東京都立大島新制高等学校」が発足。
    - 農林学校卒業者（5年修了者）を新制高校3年生、農林学校4年修了者を新制高校2年生、併設中学校卒業者（3年修了者）を新制高校1年生として収容。

  - 7月10日 - 定時制を併設し、岡田と差木地に分教場を設置。
- 1949年（昭和24年）
  - 3月31日 - 併設中学校を廃止。
  - 4月18日 - 差木地分教場を差木地分校（定時制）とする。
  - 5月15日 - 新島本村分校（定時制）を設置。
- 1950年（昭和25年）
  - 1月26日 - 「東京都立大島高等学校」（現校名）に改称。
  - 4月1日 - 通常制普通課程（全日制課程普通科）を設置。
  - 4月15日 - 水産科を波浮港に移転。
- 1951年（昭和26年）4月1日 - 通常制水産課程に家庭課程を併置。
- 1952年（昭和27年）4月1日 - 通常制農林課程に家庭課程を併置。
- 1953年（昭和28年）11月1日 - 創立10周年を記念して校歌を制定。
- 1959年（昭和34年）3月15日 - 実習船「大島丸」が完成。
- 1962年（昭和37年）4月20日 - 全日制課程水産科を差木地分校に移管。
- 1963年（昭和38年）3月30日 - 体育館が完成。
- 1964年（昭和39年）9月25日 - プールが完成。
- 1969年（昭和44年）3月 - 北校舎が完成。
- 1970年（昭和45年）3月 - 南校舎の東部分が完成。
- 1971年（昭和46年）4月2日 - 学科改編が行われる。
  - 【全日制課程】普通科を1学級増設して2学級とする。従来の農林科・家庭科それぞれ1学級を、農林科・家庭科あわせて1学級とする。
  - 【定時制課程】農林科・家政科1学級を普通科1学級に転じる。
  - 差木地分校と新島分校が分離し、それぞれ東京都立大島南高等学校、東京都立新島高等学校として独立。
- 1975年（昭和50年）3月31日 - 寄宿舎を廃止。
- 1982年（昭和57年）4月1日 - 東京都立大島南高等学校内に南分教場を設置。
- 1985年（昭和60年）10月17日 - 管理棟などの新校舎が完成。
- 1986年（昭和61年）
  - 11月15日 - 三原山が12年ぶりに噴火活動を開始。
  - 11月21日 - 全島民島外避難命令が出されたため、創立40周年記念式典を中止。
  - 11月26日 - 東京都立芝商業高等学校において全校集会を開催した後、東京都立紅葉川高等学校内に東京都立大島高等学校を臨時開設し、授業を再開。
  - 12月22日 - 全島民の帰島が完了。元の校地・校舎に復帰。
- 1994年（平成6年）
  - 3月25日 - 雨天投球練習場を新設。
  - 4月1日 - 新教育課程を実施。農業科・家庭科の併合科で習熟度分割授業を導入。
  - 11月1日 - 創立50周年を記念して、体育館を改築。
- 1995年（平成7年）4月1日 - 全日制課程の普通科において、この時の新2年生から類型制を導入。
- 2011年（平成23年）
  - 3月30日 - 風力発電機4基を設置。
  - 3月31日 - 体育館の西側にサブグラウンドが完成。
  - 4月1日 - 図書館開放を開始。
- 2013年（平成25年）10月 - 第68回国民体育大会の相撲競技が校内体育館特設相撲場で開催される。
- 2016年（平成28年）
  - 2月26日 - 椿園が国際優秀つばき園に認定される。[2]

## 部活動
全日制課程
運動部
- 野球部
- バレーボール部（女）
- サッカー部
- 硬式テニス部
- バスケットボール部
- 陸上部
- 水泳部
- ダンス部
- 柔道部

文化部
- 音楽部
- 郷土芸能部
- 茶華道部
- 農産加工同好会
- 演劇同好会

## アクセス
- 大島バス大島公園ライン「大島高校前」バス停下車[3][4]。

## 周辺
- 東京都道207号大島公園線
- 東京都道208号大島循環線
- 藤倉学園

## 著名な出身者
- 石川好（ノンフィクション作家、評論家）
- 中出那智子（油絵画家）
- 寒川直喜（格闘家）
- 川島理史（大島町長）